# Ясная Поляна (Витовский район)
Ясная Поляна (укр. Ясна Поляна) — село в Витовском районе Николаевской области Украины.
Основано в 1923 году. Население по переписи 2001 года составляло 33 человека. Почтовый индекс — 57242. Телефонный код — 512. Занимает площадь 12 км².

## Местный совет
57242, Николаевская обл., Витовский р-н, пос. Коларовка, ул. Тепличная, 1, тел.: 60-99-94